# Seemannsmission Kiel

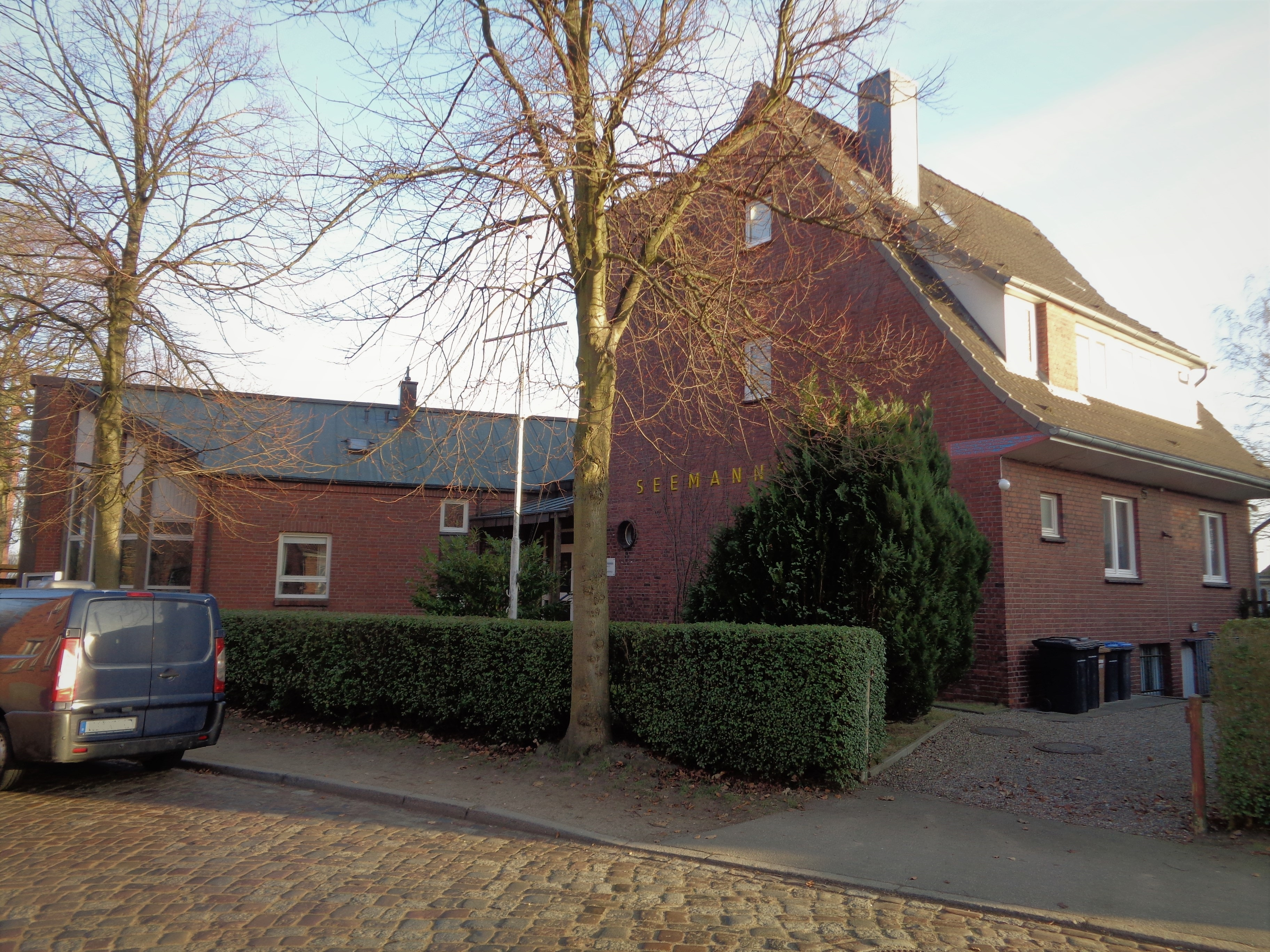
Seemannsheim Kiel-Holtenau

Die Seemannsmission Kiel wird betrieben von der Deutsche Seemannsmission Kiel e.V. und ist damit Mitglied in der Deutschen Seemannsmission. Sie hat Stützpunkte mit dem Seemannsheim in Kiel-Holtenau (Lage), mit dem Seemannsclub Baltic Poller im Kieler Ostuferhafen und mit der Seafarers’ Lounge am Ostseekai.

## Geschichte
Die Kieler Seemannsmission wurde 1898 von Kieler Bürgern mit Unterstützung der Ev.-Luth. Landeskirche und des Nautischen Vereins zu Kiel gegründet. 1935 wurde das Seemannsheim in Kiel-Holtenau eingeweiht. 2002 wurde mit dem Ausbau des Kieler Ostuferhafen dort der Stützpunkt Baltic Poller eingeweiht. 2009 wurde im Baltic Poller ein internationaler Seemannsclub mit Sport- und Spielmöglichkeiten sowie Internetverbindungen eröffnet. 2012 wurde für die Besatzungen der Kreuzfahrtschiffe während der Liegezeit ein Betreuungsangebot in der Seafarers’ Lounge am Terminal des Ostseekais eingerichtet.

## Vereinsarbeit
Die haupt- und ehrenamtlichen Mitarbeiter der DSM Kiel engagieren sich in den Bereichen Bordbetreuung, Mitarbeit Lounge und Seemannsclub Baltic Poller, Besuch Krankenhaus, Mitarbeit im Seemannsheim Holtenau und im Haus auf der Schleuse. Unterstützt werden sie von FSJ- oder BufDi-Mitarbeitern.

## Seafarers’ Lounge
Die Öffnungszeit der Seafarers’ Lounge ist jeweils eine Stunde nach Ankunft bis circa eine Stunde vor Abfahrt der Kreuzfahrtschiffe. Die Seeleute können hier neben der kostenfreien Internet-Nutzung auch zu fairen Preisen Telefonkarten, asiatische und andere landestypische Lebensmittel sowie weitere Dinge des täglichen Bedarfs kaufen. Die Seafarers’ Lounge ist so gebaut, dass die Seeleute den ISPS-Bereich des Hafens nicht verlassen müssen.

## Seemannsclub Baltic Poller
Als Stützpunkt der Seemannsmission im neuen Kieler Ostuferhafen wurde 2002 der Baltic Poller eingerichtet. Es gibt Telefon und PCs mit Internetanschluss, damit die Besatzungsmitglieder Kontakt zu ihren Familien halten können, sowie Billard-, Dart- und Tischfußballspiele, Sportgeräte, eine Sitzecke und eine kleine Bar. Der Club ist nur bei Bedarf geöffnet.

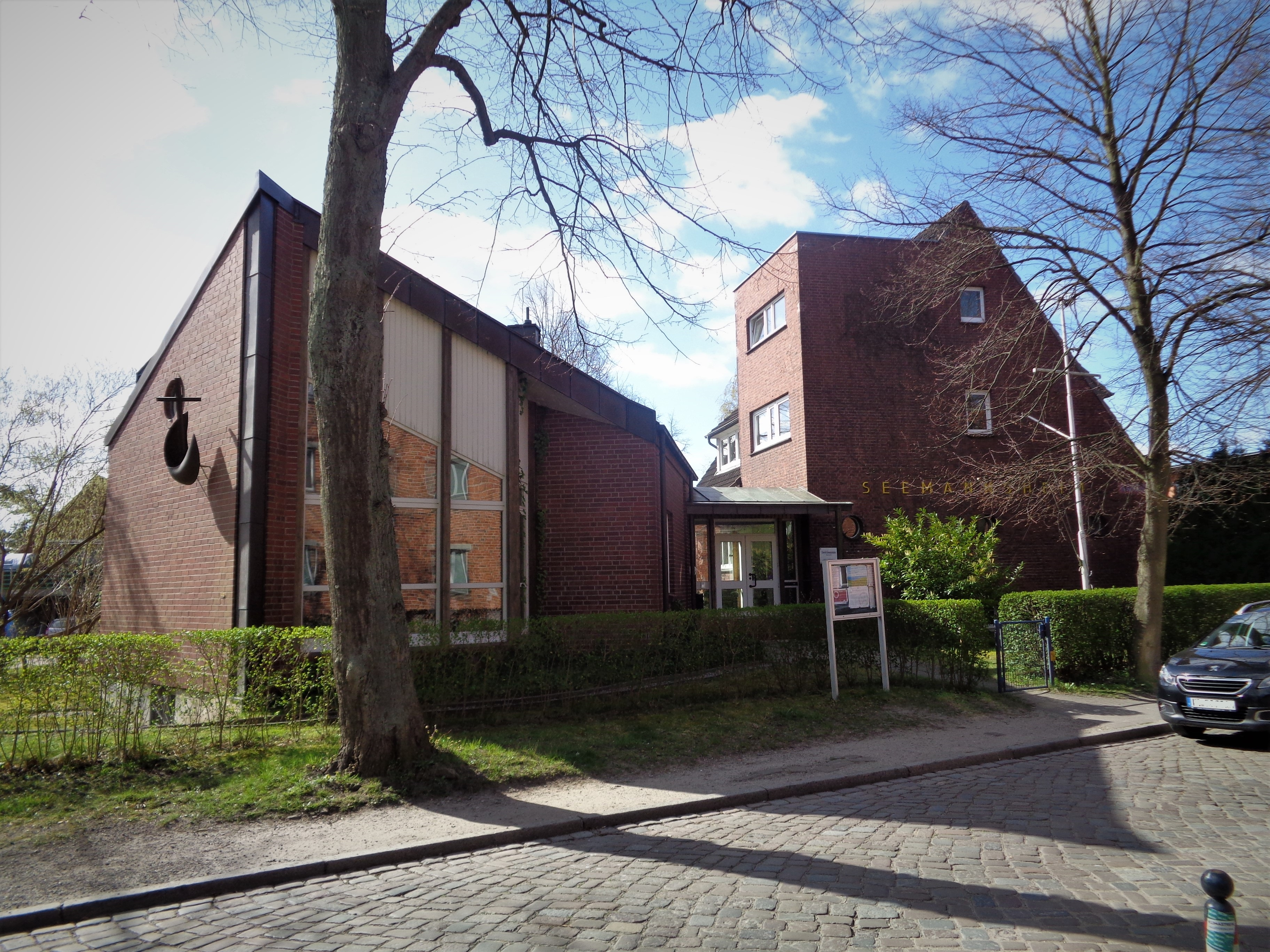
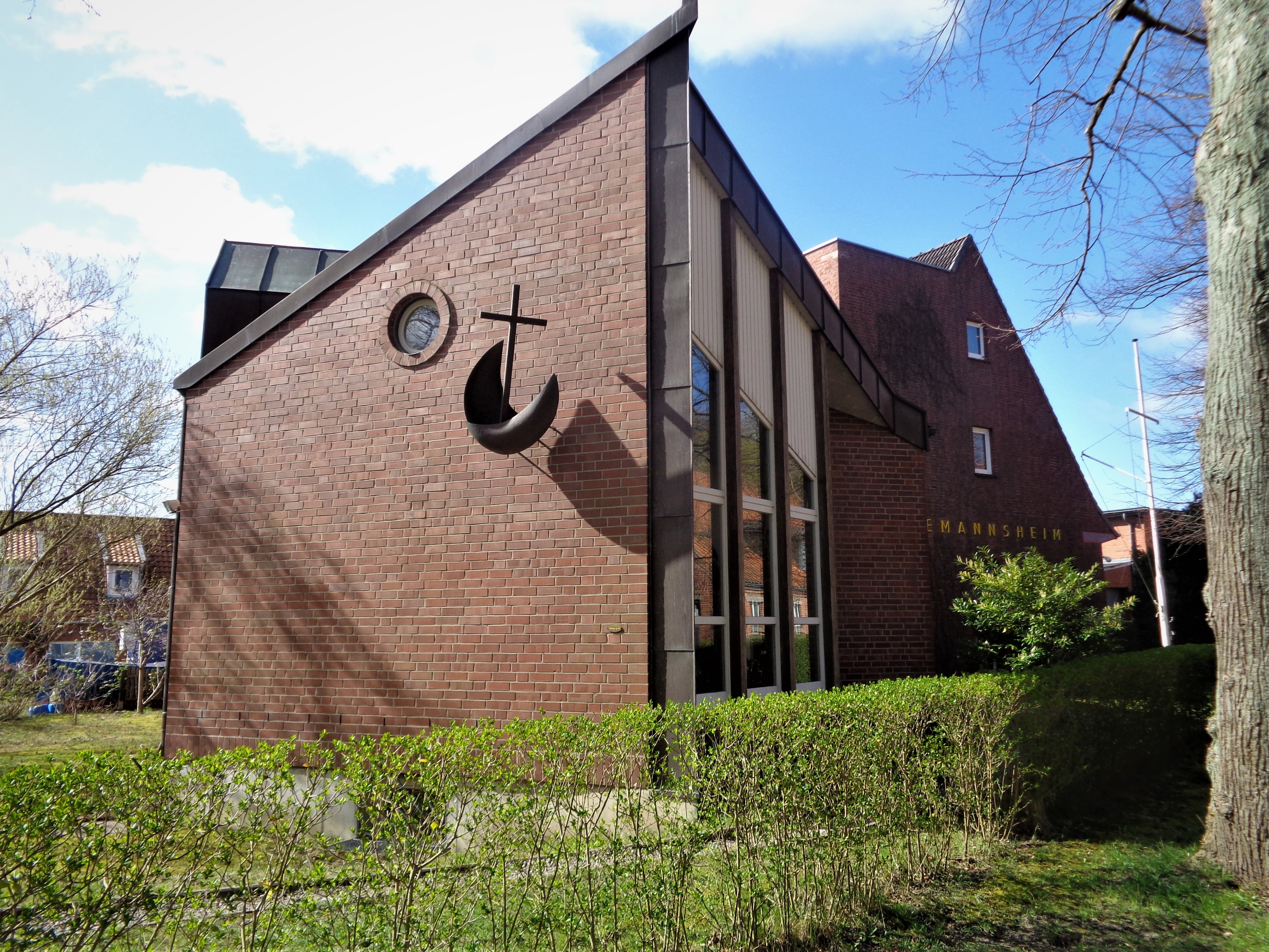
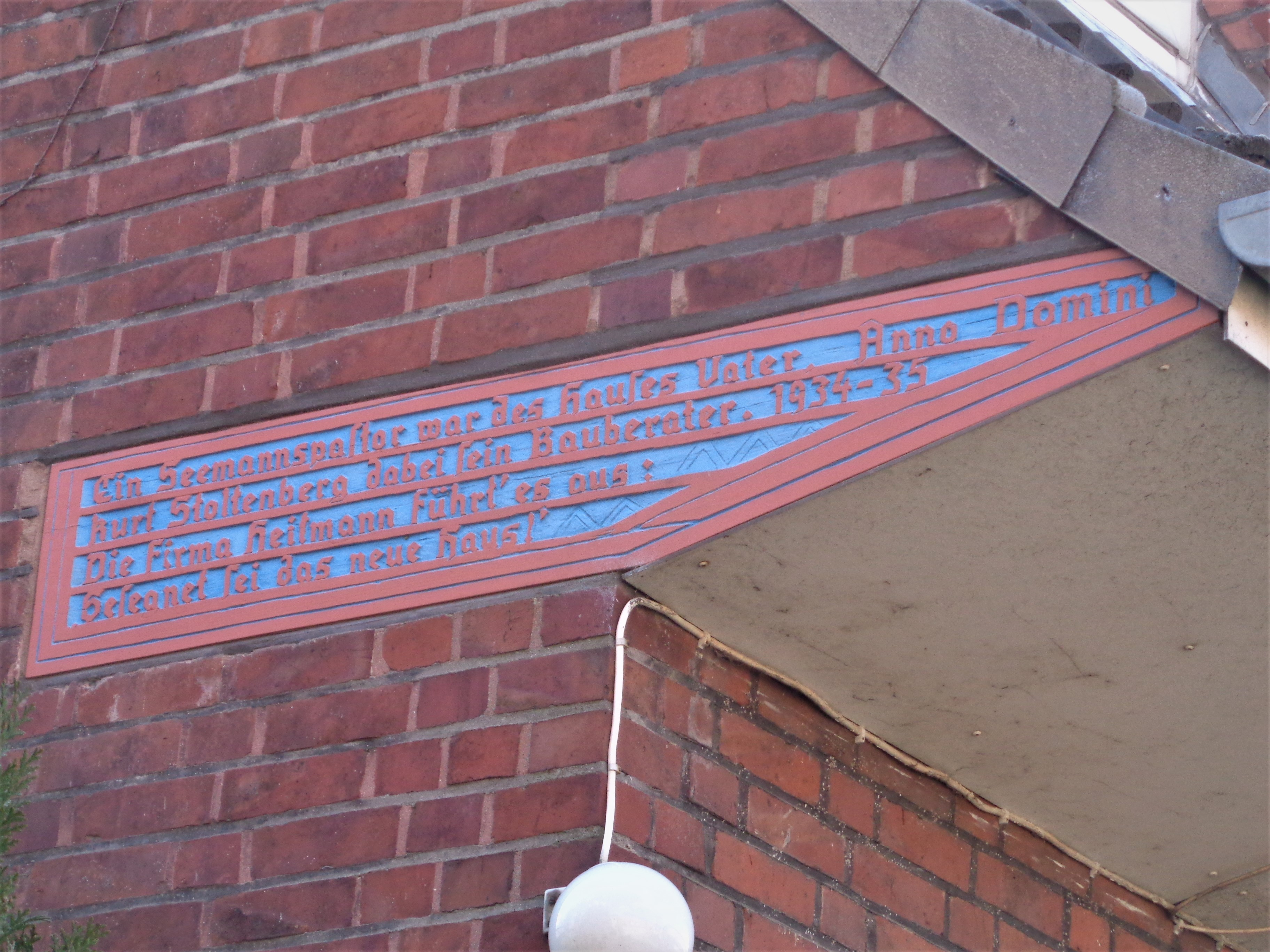
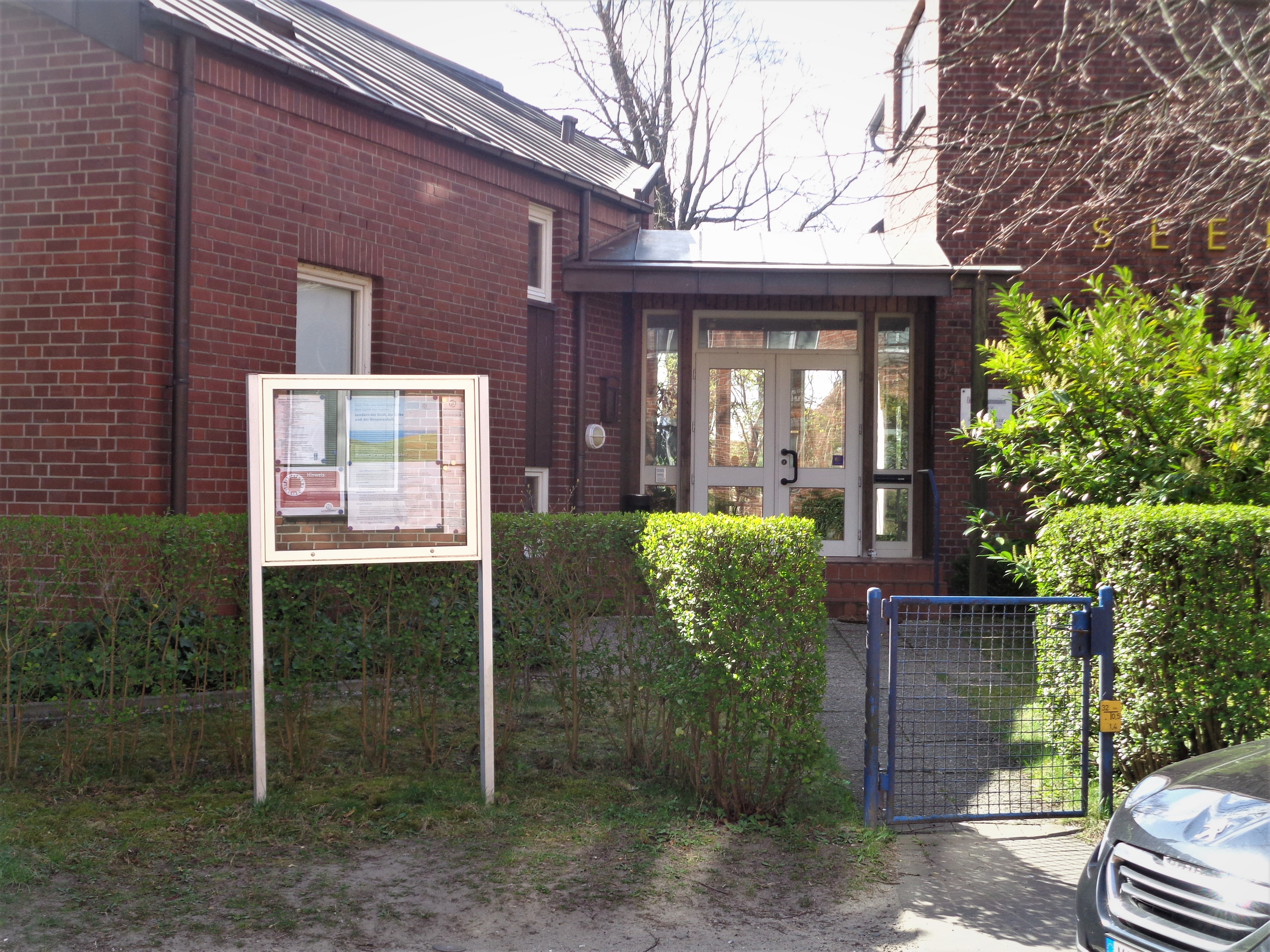